# Vincenzo Reverchon
Vincenzo Reverchon (Aosta, 8 agosto 1927 – Vercelli, 25 agosto 2016) è stato un calciatore italiano, di ruolo portiere.

## Carriera

### Giocatore

#### Gli inizi al Casale e gli anni alla Sampdoria
Nativo di Aosta, iniziò la sua carriera nel Brambilla di Verrès, passando al Casale nel 1947. Fu titolare nella prima stagione da professionista, disputata in Serie C, in cui giocò 30 gare. Nell'annata seguente giocò solo 10 incontri, che salirono a 26 nel 1949-1950.
Nell'estate del 1950 fu acquistato dalla Sampdoria, militante in Serie A, come riserva del titolare Satiro Lusetti: in realtà ci fu una certa alternanza, dato che Reverchon giocò 17 gare (contro le 21 di Lusetti) nelle quali subì 34 reti, di cui 7 dalla Juventus in una singola gara (7-2 l'11 febbraio 1951). L'esordio ufficiale è datato 1º gennaio 1951, alla 17ª giornata di campionato, nella gara Sampdoria-Como 1-1.
Nella stagione seguente, l'arrivo di Giuseppe Moro relegò in panchina (più precisamente in tribuna; le sostituzioni non erano previste e lo sarebbero state solo dalla stagione 1965-1966) sia l'aostano che Lusetti, che non disputarono neppure una gara di campionato: l'anno dopo, Lusetti venne ceduto alla Lucchese e Reverchon rimase come unica riserva, ma anche in questa stagione non giocò alcuna gara. Nel 1953-1954 Moro venne ceduto, ma il contemporaneo ingaggio di Antonio Pin ripropose la stessa situazione dell'anno precedente: difatti, l'aostano non giocò neppure un incontro. Nel 1954-1955 Pin subì un infortunio nelle prime giornate di campionato, pertanto Reverchon giocò 7 gare consecutive, dalla quarta alla decima giornata, prima che il rientro del titolare lo relegasse ancora una volta in panchina: nelle sette partite giocate, il portiere aostano subì 12 reti.

#### Le ultime stagioni al Cagliari, al Casale e all'Asti
Nell'estate 1955 Reverchon venne ingaggiato dal Cagliari, militante in Serie B: sotto la guida di Silvio Piola Reverchon fu titolare dei sardi che terminarono nella parte alta della classifica, e giocò 27 gare subendo 35 reti complessive. Nella stagione successiva i rossoblu acquistarono dalla SPAL il portiere Piero Persico, che divenne il titolare: il gatto magico giocò infatti 26 gare, lasciando all'aostano (nuovamente nel ruolo di secondo portiere) otto gare di campionato in cui subì 12 gol.
Nel 1957 Reverchon decise di tornare alla squadra dei suoi esordi, il Casale, nel frattempo retrocesso in IV Serie: l'aostano giocò 17 gare e la squadra conquistò la promozione in Serie C, dove il portiere giocò 30 gare nell'annata 1958-1959. L'anno dopo passò all'Asti, militante nella nuova Serie D, dove disputò la sua ultima stagione prima di ritirarsi dal calcio giocato.

## Dopo il ritiro
Al termine della carriera di calciatore, Reverchon intraprese quella di dirigente: dal 1972 al 1979 fu infatti direttore sportivo e tecnico in seconda del Juniorcasale (del quale fu allenatore titolare in più di un'occasione, tra il 1973 e il 1975), nel quale si occupava anche di ingaggi e cessioni. Nel 1979 passò alla Sanremese, dove ricoprì l'incarico di direttore sportivo fino al 1982, anno in cui diede le dimissioni.
Subito dopo passò alla Pro Vercelli, dove ricoprì lo stesso incarico: rimase nell'organico dei piemontesi fino al 1984, quando tornò (sempre come direttore sportivo) al Casale.

## Statistiche

### Presenze e reti nei club
| Stagione         | Squadra          | Campionato       | Campionato | Campionato |
| Stagione         | Squadra          | Comp             | Pres       | Reti       |
| ---------------- | ---------------- | ---------------- | ---------- | ---------- |
| 1946-1947        | Casale           | C                | 2          | -?         |
| 1947-1948        | Casale           | C                | 30         | -?         |
| 1948-1949        | Casale           | C                | 10         | -?         |
| 1949-1950        | Casale           | C                | 26         | -?         |
| 1950-1951        | Sampdoria        | A                | 17         | -34        |
| 1951-1952        | Sampdoria        | A                | 0          | 0          |
| 1952-1953        | Sampdoria        | A                | 0          | 0          |
| 1953-1954        | Sampdoria        | A                | 0          | 0          |
| 1954-1955        | Sampdoria        | A                | 7          | -12        |
| Totale Sampdoria | Totale Sampdoria | Totale Sampdoria | 24         | -46        |
| 1955-1956        | Cagliari         | B                | 27         | -35        |
| 1956-1957        | Cagliari         | B                | 8          | -12        |
| Totale Cagliari  | Totale Cagliari  | Totale Cagliari  | 35         | -47        |
| 1957-1958        | Casale           | IV               | 19         | -?         |
| 1958-1959        | Casale           | C                | 30         | -?         |
| Totale Casale    | Totale Casale    | Totale Casale    | 115        | -?         |
| 1959-1960        | Asti             | D                | ?          | -?         |
| Totale carriera  | Totale carriera  | Totale carriera  | 174+?      | -?         |

## Palmarès

### Giocatore

#### Competizioni nazionali
- Serie C: 1

Casale: 1947-1948

### Allenatore

#### Competizioni nazionali
- Serie D: 1

Juniorcasale: 1973-1974